# EPROM
EPROM (engl. Erasable programmable read only memory) ili izbrisiva programabilna samo za čitanje memorija je vrsta memorija koja zadržava svoj sadržaj nakon prestanka napajanja. Drugim rečima, to je stalna memorija. To je niz plivajućih-kapija tranzistora individualno programiranih elektronskim uređajem koji snabdeva viši napon nego što se normalno koristi u digitalnim kolima. Jednom programirana, EPROM može biti obrisana izlaganjem jakoj UV svetlošću. EPROM je lako prepoznatljiva po providnom kvarcnom prozoru na vrhu pakovanja, kroz koji je vidljiv silikonski čip, i koji dozvoljava prolaz UV svetlosti tokom brisanja.

## Operacija
Razvoj EPROM memorije počinje istrživanjem neispravnog integrisanog kola gde je kapija konekcije tranzistora bila pokvarena. Napon na ovim izolovanim kapijama promenio je njihove osobine. EPROM je izumljena od strane Dov Frohman-a u Intelu 1971. koji je nagražen US patentom 3660819 1972. 
Svaka lokacija za skladištenje EPROM-a sadrži jedan field-effect tranzistor. Svaki field-effect tranzistor sadrži kanal u telu poluprovodničkog uređaja. Izvorni i odvodni kontakti napravljeni su u regioni na kraju kanala. Izolacioni sloj oksida se nalazi preko kanala, zatim provodna (silikon ili aluminijum) kapija elektrode je deponovana, i dalje je debeo sloj oksida deponovan preko kapije elektroda. Plivajuća kapija elektrode nije povezana sa ostalim delovima integrisanih kola i kompletno je izolovana okruživanjem slojevima oksida. Kontrolna kapija elektrode je deponovana i dalje je prekrivaju oksidi.
Za dobijanje podataka sa EPROM-a, adresa prikazana vrednostima adresnih pinova EPROM-a je dekodirana i koristi se da poveže jednu reč (obično 8-bitni bajt) skladišta na izlazne bafer pojačivače. Svaki bit reči je 0 ili 1, u zavisnosti da li je tranzistora skladištenja uključen ili isključen, provodan ili neprovodan.
Menjanje stanja field-effect tranzistora kontrolisano je naponom na kontrolnoj kapiji tranzistora. Prisustvno napona na kapiju stvara provodnički kanal u tranzistoru, uključujući ga.U stvari, sačuvani napon na plivajućim kapijama dozvoljava prag napona tranzistora da bude programiran.
Čuvanje podataka u memoriji zahteva biranje određene adrese i apliciranje višeg napona na tranzistore. To stvara lavinu pražnjenja elektrona, koji imaju dovoljno energiju da prođu kroz izolacioni sloj oksida i da se akumuliraju na kapiji elektorde. Kada se visoki napon prekine, elektroni ostaju zarobljeni na kapiji. Zbog visoke vrednosti izolacije silikonskog oksida koji okružuje kapiju, sačuvano punjenje ne može da iscuri i podaci mogu biti zadržani decenijama.
Proces programiranja nije elektronski reverzibilan. Da bi se obrisali podaci sacuvani u nizu tranzistora, ultra ljubičasta svetlost je usmerena na integrisano kolo. Fotoni UV svetlosti izazivaju jonizaciju unutar silicijum oksida, što omogućuje sačuvanom punjenju da na plivajućoj kapiji da se rasturi. S obzirom da je ceo niz memorije izložen, sva memorija se briše odjednom. Proces traje nekoliko minuta za UV svetlost određene jačine;sunčeva svetlost bi izbrisala čip za nekoliko nedelja, a unutrašnje fluorescentno svetlo za nekoliko godina Generalno EPROM mora biti uklonjen da bi bio izbrisan, s obzirom da nije praktično da se ugradi UV lampa u kolu. EEPROM je razvijen da obezbedi električnu funkciju brisanja i sada uglavnom zamenjuje delove koji se brišu ultraljubičastim svetlom.

## Detalji
Pošto je kvarcni prozor skup za izradu, jednom programabilni čipovi su predstavljeni;ovde, integrisano kolo je upakovano u neprozirno pakovanje, pa ne može biti obrisano nakon programiranja - ovo takođe eliminiše potrebu da se testira brisanje, što takođe smanjuje troškove. Jednom programabilne verzije EPROM i EEPROM baziranih mikrokontrolera se proizvode. Kako god, jednom programabilni EPROM je brzo zamenio EEPROM za male veličine, gde cena memorijske ćelije nije veoma važna, i Flash za veće veličine. 
Programirani EPROM zadržava podatke za najmanje 10 do 20 godina., a mnoge i preko 35 godina, i mogu biti pročitane neograničeni broj puta. Prozor za brisanje mora biti prekriven neprovidnim delom da bi se izbeglo slučajno brisanje UV svetlošću iz sunca ili blica kamere. Stari BIOS čipovi bili su često EPROM memorija, a prozor za brisanje bio je prekriven etiketom na kojoj je obično pisala verzija BIOSa ili ime proizvođača. Često je natpis imao potporu folije da bi se osigurala neprozirnost na UV svetlost.
Brisanje EPROM-a počinje sa talasnom dužinom manjom od 400 nm. Izlaganje sunčevoj svetlosti na nedelju dana ili fluorescentom svetlu na 3 godine može da izazove brisanje. Preporučena procedura brisanja je izlaganje UV svetlosti na 253.7 nm na najmanje 15 W-sek/cm2 na 20-30 minuta, sa lampom na razdaljini od oko 2.5cm.
Brisanje takođe može biti izvedeno sa X-zracima.
”Brisanje, međutim, mora da se izvrši neelektričnim metodama, zbog toga što kapija elektrode nije električno pristupljiva. Svetleća UV svetlost na bilo koji deo neotpakovanog uređaja izaziva fotostruju da teče od plivajuće kapije nazad do silicijumske podloge, time se kapija vraća na početno, nenapunjeno stanje. Ovaj metod brisanja omogućuje kompletno testiranje i ispravljanje složenog memorijskog niza pre nego što je pakovanje u potpunosti završeno. Jedno kada je pakovanje zapečaćeno, informacije mogu biti dalje obrisane izlaganjem X zracima preko 5*104 rad, količini koja lako dostiže komercijalne X generatore.”(5*104 rad = 500 J/kg)
Drugim rečima, da biste obrisali vaš EPROM, morali biste da imate generator X zraka i da stavite u rernu na preko 600 stepeni celzijusa. Efekti procesa na pouzdanost delova zahtevala bi dodatno testiranje, pa su se odlučili na prozor umesto.
EPROM ima ograničen ali veliki broj ciklusa brisanja;silicijum dioksid oko kapija akumulirao bi oštećenje svakog ciklusa, praveći čip nepouzdanim posle nekoliko hiljada ciklusa. EPROM programiranje je sporo u poređenju sa drugim tipovima memorije. Zbog veće gustine delovi imaju malu izloženost oksidu između omotača vodova i kapija, UV brisanje postaje manje praktično za veoma velike memorije. Čak i prašina unutar pakovanja može da spreči neke ćelije da budu obrisane.

## Primena
Za velike količine(hiljadu ili više), mask ROM memorije su najjeftinije za proizvodnju. Kako god, ovo zahteva mnogo nedelja da se napravi, zbog toga što ilustracija integrisanog kola omotača mora biti izmenjena da sačuva podatke na ROM-u. U početku, mislili su da bi EPROM bio skup za masovnu proizvodnju i korišćen je samo za razvoj. Uskoro je otkriveno da je mala proizvodnja ekonomična sa EPROM delovima, naročito kada je prednost brzog ažuriranja firmware-a bila razmatrana.
Neki mikrokontroleri, pre ere EEPROM-a i flash memorija, koristili su EPROM na čipu da skladište program. Takve mikrokontrolere sadržale su neke verzije Intela 8048,Freescale 68HC11, i "C" verzija PIC mikrokontrolera. Kao EPROM čipovi, tako su mikrokontroleri dolazili u verziji sa prozorom(skupi) koji su bili korisni za debagovanje i razvoj programa. Isti čip dolazio je u neprovidnom jednom programabilnom pakovanju za proizvodnju.

## EPROM veličine i tipovi
EPROM memorije dolaze u nekoliko različitih veličina u fizičkom smislu i u smislu kapaciteta. Dok su delovi istog broja tipa od različitih proizvođača bili kompatibilni za čitanje, postojala je razlika u procesu programiranja.
Većina EPROM-a može biti identifikovana programiranjem kroz "mod potpisa" forsiranjem 12V na pin A9 i čitanjem dva bajta podataka. Kako god, kako ovo nije bilo univerzalno, softver za programirnaje takođe je omogućavao ručno podešavanje proizvođača i tipa uređaja da bi se osiguralo pravilno programiranje.
| Tip EPROM-a                | Godina | Veličina — bit | Veličina — bajt | Dužina (hex) | Poslednja adresa (hex) |
| -------------------------- | ------ | -------------- | --------------- | ------------ | ---------------------- |
| 1702, 1702A                | 1971   | 2 Kbit         | 256             | 100          | FF                     |
| 2704                       | 1975   | 4 Kbit         | 512             | 200          | 1FF                    |
| 2708                       | 1975   | 8 Kbit         | 1 KB            | 400          | 3FF                    |
| 2716, 27C16, TMS2716, 2516 | 1977   | 16 Kbit        | 2 KB            | 800          | 7FF                    |
| 2732, 27C32, 2532          | 1979   | 32 Kbit        | 4 KB            | 1000         | FFF                    |
| 2764, 27C64, 2564          |        | 64 Kbit        | 8 KB            | 2000         | 1FFF                   |
| 27128, 27C128              |        | 128 Kbit       | 16 KB           | 4000         | 3FFF                   |
| 27256, 27C256              |        | 256 Kbit       | 32 KB           | 8000         | 7FFF                   |
| 27512, 27C512              |        | 512 Kbit       | 64 KB           | 10000        | FFFF                   |
| 27C010, 27C100             |        | 1 Mbit         | 128 KB          | 20000        | 1FFFF                  |
| 27C020                     |        | 2 Mbit         | 256 KB          | 40000        | 3FFFF                  |
| 27C040, 27C400             |        | 4 Mbit         | 512 KB          | 80000        | 7FFFF                  |
| 27C080                     |        | 8 Mbit         | 1 MB            | 100000       | FFFFF                  |
| 27C160                     |        | 16 Mbit        | 2 MB            | 200000       | 1FFFFF                 |
| 27C320, 27C322             |        | 32 Mbit        | 4 MB            | 400000       | 3FFFFF                 |

## Galerija
- Pogled izbliza na EPROM
- A 32 KB (256 Kbit) EPROM
- EPROM.
- Ovaj 8749 Mikrokontroler čuva program u EPROMu
- 32KB STMicroelectronics EPROM
- 32KB EPROM AMD